# Van Gog (busbedrijf)
Autobusbedrijf Gebr. Van Gog (afgekort Van Gog) te Capelle aan den IJssel, ook bekend als Onderlinge Auto Omnibus Maatschappij (O.A.O.M), is een Nederlands voormalig openbaarvervoerbedrijf, dat van 1923 tot 1967 zelfstandig actief was in het streekvervoer per autobus in het gebied tussen Rotterdam en Gouda en in het toervervoer. 

## Geschiedenis
Het bedrijf werd opgericht in 1923 door de broers Wim en Leen van Gog, die een lijndienst startten tussen Rotterdam en Gouda. In hetzelfde jaar kwam er een lijndienst tussen Rotterdam en Zevenhuizen bij en kwamen ook hun broers Klaas en Arie bij de firma. In de beginjaren was Van Gog een volledig familiebedrijf, maar toen de passagiersaantallen groeiden, kwam er meer personeel bij. In 1934 werd de lijn Rotterdam - Nieuwerkerk aan den IJssel via de 's-Gravenweg overgenomen van de NV Auto Omnibus Maatschappij "De Ster" te Rotterdam, die hier sinds 1922 gereden had. Tussen 1940 en 1944 werd een deel van Van Gogs lijndiensten stilgelegd vanwege de vordering van het wagenpark tijdens de Duitse bezetting. In 1944 werden de activiteiten geheel gestaakt tot na de bevrijding.
In 1948 sloot het bedrijf zich aan bij de Stichting Coördinatie Autovervoer Personen (C.A.P.). Dit samenwerkingsverband van elf kleine particuliere busbedrijven in Zuid-Holland en Utrecht werd opgericht om zich te verdedigen tegen de invloed van de Nederlandse Spoorwegen, die via een netwerk van dochterondernemingen een steeds groter deel van het Nederlandse streekbusvervoer in handen kreeg. Al in 1947 had NS vergeefs een bod gedaan op het bedrijf van Van Gog.  
In de jaren vijftig en zestig nam het vervoer op de lijnen van Van Gog sterk toe, vooral doordat Capelle aan den IJssel zich ontwikkelde tot een forensendorp voor Rotterdam. Er kwamen dan ook lijnen bij en de bussen gingen vaker rijden. Ondanks protest van Van Gog kreeg echter ook het stadsvervoerbedrijf RET een concessie voor een buslijn naar de Capelse nieuwbouwwijk Middelwatering.
In 1962 werd de firma omgezet in een naamloze vennootschap, met alle aandelen in handen van de familie Van Gog. De naam O.A.O.M werd daarna niet meer gebruikt. De eigenaren kwamen echter op leeftijd en opvolgers binnen de familie dienden zich niet aan. De rendabiliteit kwam onder druk te staan doordat de (personeels)kosten explosief gestegen waren, terwijl de rijksoverheid nog aarzelde over toekenning van subsidies aan het openbaar vervoer. Daardoor kon het bedrijf niet op de oude voet worden voortgezet en werd besloten tot verkoop. 
Van Gog was het eerste lid van de Stichting C.A.P. dat zich liet overnemen door een NS-dochter, namelijk de Citosa te Boskoop. Op 1 oktober 1967 werden de aandelen overgedragen en trok de familie Van Gog zich terug. Als Van Gog's Autobusdiensten NV bleef het bedrijf nog tot 1 januari 1974 bestaan als dochteronderneming van Citosa, vanaf 1 januari 1969 van diens opvolger Westnederland. Van 1969 tot 1974 werden ook de stadsbusdiensten van Gouda, die aan Westnederland waren overgedragen door C.A.P.-deelnemer Van Eldik, geëxploiteerd onder de naam Van Gog.